# Quercus semecarpifolia
Quercus semecarpifolia Sm. – gatunek rośliny z rodziny bukowatych (Fagaceae Dumort.). Występuje naturalnie w Afganistanie, Pakistanie, Indiach, Nepalu oraz południowych Chinach (w Tybecie). 

## Morfologia
PokrójZimozielone drzewo dorastające do 30 m wysokości.
LiścieBlaszka liściowa jest owłosiona od spodu i ma eliptyczny kształt. Mierzy 5–2 cm długości oraz 3–6,5 cm szerokości, jest całobrzega lub ząbkowana na brzegu, ma sercowatą nasadę i tępy wierzchołek. Ogonek liściowy jest omszony i ma 2–6 mm długości.
OwoceOrzechy zwane żołędziami o niemal kulistym kształcie, dorastają do 20–30 mm średnicy. Osadzone są pojedynczo w miseczkach w kształcie kubka lub talerza, które mierzą 5–8 mm długości i 15–25 mm średnicy. Orzechy otulone są miseczkami w 5–15% ich długości.

## Biologia i ekologia
Rośnie w lasach zrzucających liście. Występuje na wysokości od 2600 do 4000 m n.p.m. Kwitnie od maja do czerwca, natomiast owoce dojrzewają od sierpnia do października.